# 愛国無罪
愛国無罪（あいこくむざい、中: 爱国无罪）とは、「国を愛することから行われるならば罪にはならない」を意味する中国語の言葉。主として中国における反政府運動の際に用いられてきた言葉だが、2005年4月に中華人民共和国で起きた反日デモで大々的に掲げられて、日本で注目された。韓国でも用いられる反日無罪もこの項でまとめる。

## 起源
もともとは救国入獄運動（中華民国当時の1936年5月、宋慶齢らにより結成された全国各界救国联合会の幹部が、中国国民党に逮捕された事件）の際に用いられたスローガン「愛国無罪、救国入獄」が発祥とされる。五四運動や天安門事件などでこの言葉が使われたとされている。

## 中国の愛国
中国の愛国は一般的な愛国とは異なり、祖国や故郷を愛する自然な気持ちではなく、中国共産党とその支配体制を愛するということで中国共産党の教育を受けて持つ気持ちである。

## 反日における愛国無罪
2005年の中国における反日活動では「抗日有理、愛国無罪」とのスローガンが掲げられた。天安門事件以降反日教育が強化され、現在ではもっぱら反日デモにだけ通用するスローガンとも言われている。文化大革命時のスローガン「造反有理、革命無罪」との関連もあげられる。
2012年の中国における反日活動は野田佳彦内閣の尖閣諸島国有化決定を受けて激化したが、この際も一部暴徒により日系企業の工場や店舗に対する放火や略奪、邦人襲撃や大使車国旗の強奪が起き、中国ネットユーザーは愛国無罪を主張して暴徒化した中国人を称賛した。

### 反日無罪
上記の概念から派生して、中国や韓国などで日本国、日本人、日本の組織に対して利益を害する犯罪行為を行った者が罪に問われないあるいはごく軽い判決が下されることを指して「反日無罪」と呼ぶマスメディアもある。韓国で報道の自由を侵害する起訴をされ、無罪判決を後に受けた産経新聞の加藤達也記者は裁判所前での車襲撃や産経新聞ソウル支局が入るビル前で繰り返される糞尿投げデモを含めた韓国社会の根底にある、「反日であれば、何をしても構わないという」反日無罪の実態を語る、裁判で無罪判決出るまでに体験した手記を2016年に出版している。韓国海軍レーダー照射問題で韓国側が資料として公表した映像のサムネイル写真の捏造を行っていたことに対し時事通信社は、韓国では日本（人）にならば「被害者」である自分たちは多少行き過ぎたことをしても許されるという反日無罪の空気があるが、今回もそれが出たようだと分析している。 2019年に韓国人大学生が日本大使館に侵入した事件では、韓国独自の執行猶予より軽い2年間の「宣告猶予」という、2年間違法行為をしなければ前科だけでなく判決自体が無かった事になる結果となった。この判決により、韓国では日本大使館や総領事館に侵入しても、学生ならば罪に問われない判例が残った。